# A Rickconvenient Mort
A Rickconvenient Mort je 3. epizoda 5. série amerického seriálu Rick a Morty. V USA měla premiéru 4. července 2021, v ČR tentýž den na HBO GO.

## Obsah epizody
Při nákupu triček na zakázku jsou Rick a Morty napadeni kyselým deštěm, který způsobuje kreslený padouch jménem Diesel Weasel. Napadne ho superhrdina jménem Planetina, který se podobá Kapitánu Planetovi, ale porazí ho svými živelnými schopnostmi, což na Mortyho udělá dojem. Když Rick hodí na zem hliníkovou plechovku, Morty ji recykluje, čímž přitáhne její pozornost. Rozpačitě ji pozve na rande, které ona přijme, odletí s ním a šokuje Ricka.
O něco později u snídaně Beth vyjádří znepokojení nad myšlenkou, že Morty chodí se ženou, která vypadá mnohem starší než on, nad čímž on pokrčí rameny. Summer si posteskne nad Mortyho úspěchem u žen, zatímco s ní se nedávno rozešel, a Rick ji pozve na procházku po barech napříč třemi planetami, které mají skončit přírodní katastrofou, na což ona i přes Jerryho námitky přistoupí. Morty dostane zprávu o požáru a ignoruje Bethin protest a vydá se k němu s nadějí, že uvidí Planetinu.
Přijde právě ve chvíli, kdy ona požár zastaví, a oba si vyjádří vzájemnou přitažlivost. Ona se zmíní o tom, že má “děti”, ale ve skutečnosti má na mysli Tina-teery, čtyři lidi, kteří nosí živlové prsteny a přivolávají ji pomocí nich. Na scénu přicházejí Tina-teers a Morty si uvědomuje, že ovládají, využívají a profitují z Planetiny. Zatímco Planetina dělá rozhovor se zpravodajským týmem, tazatel si všimne Mortyho a zeptá se ho, jestli spolu chodí. Planetina váhá, ale Morty k její radosti tvrdí, že ano.
Když letí na první planetu, Rick a Summer uzavřou dohodu “bez přívlastků”, pokud jde o případná sexuální setkání. Přilétají na první planetu, Morglutz. Tam se Rickovi zalíbí mimozemšťanka jménem Daphne a vydá se s ní za sexem. Summer za ním křičí, aby se bavil, a připomíná mu, aby se k ní nepřipoutával.
V noci Morty zůstává vzhůru a flirtuje s Planetinou přes textové zprávy. Poděkuje jí za květiny, které mu poslala a které jsou obrovské množství vypěstované tak, aby vypadaly jako jeho obličej. Ona se objeví za jeho oknem a oba se spolu vyspí. Když Summer s Rickem opouští Morglutz a planeta je zničena, uslyší z kufru hluk, který Rick zamete.
Na srazu zvaném Eco-Con Tina-teers přivolá Planetinu, aby vedla panel, ale Morty je během přivolávání unesen s ní, oba spolu ještě spí. Tina-teers ji zaženou a ochranka odvede Mortyho pryč. Ohnivý elementál Eddie ujistí elementála špíny, že si s Mortym poradí. Na druhé planetě, Slartivartu, si Summer uvědomí, že Rick s sebou vzal Daphne, a zanechá ji rozzuřenou z porušení pravidel.
Morty je mezitím ochrankou svázán v komoře na košťata. Eddie odhalí svůj plán prodat Planetinu bohatému arabskému velvyslanci. Zapálí mop a pokusí se Mortymu spálit obličej, ale Morty ho srazí k zemi, osvobodí se, ukousne Eddiemu prst a spálí jeho i dva strážce zaživa svým vlastním prstenem. Vnikne do konferenční místnosti, kde se prodává Planetina, a zabije zbytek Tina-teerů jejich vlastními prsteny, stejně jako další dva strážce a velvyslance.
Po zničení Slartivartu se Summer snaží ignorovat Ricka a Daphne při sexu na zadním sedadle auta. Během přestávky si Daphne promluví se Summer a prozradí jí, proč Ricka tak přitahuje: na každém z loktů má pár prsou. Summer si je stále jistá, že ji Rick po příletu na třetí planetu odkopne, ale Daphne s tím nenuceně nesouhlasí.
Doma Morty prozradí, že pozval Planetinu, aby žila s rodinou, když se teď osvobodila od Tina-teerů. Beth je stále rozčarovaná věkovým rozdílem obou a požaduje, aby Planetina odešla. Rozzuřený Morty jí vyzná lásku a oba společně odejdou, aby zastavili přírodní katastrofy a ničení životního prostředí. Aniž by ji někdo usměrňoval, Planetina se stává stále násilnější, prořízne pneumatiky na dálnici plné aut, zapálí sídlo kongresmana a v záchvatu vzteku zabije důl plný dělníků, což Mortyho vyděsí.
Na poslední planetě, Ferkus 9, se obyvatelé baví celoplanetárními orgiemi, zatímco Rick a Daphne spolu tančí. Summer se mu to snaží rozmluvit a říká mu, že ho Daphne jen využívá, což on popírá. Vezme loď a letí k asteroidu, který se chystá narazit do planety, zničí ho a vrátí se dolů, přičemž se ptá Daphne, jestli teď, když už jim nehrozí žádné nebezpečí, zůstane s Rickem. Daphne nenuceně odchází, čímž Ricka šokuje. Když letí domů, Summer se jí omluví a Rick jí řekne, že se na ni sice zlobí, ale že to od ní bylo velmi podobné, když zastavila apokalypsu jen proto, aby si dokázala, že má pravdu. Když se znovu omluví, smete ji ze stolu a řekne jí, že by udělal totéž, kdyby to potřebovala.
Mortyho, který je sám ve svém pokoji, navštíví Planetina. Prosí ho, aby se pokusil jejich vztah navázat, ale on odmítá, příliš znechucen jejími činy v dole. Trvá na tom, že násilí je jediný způsob, jak zachránit Zemi. Když ji požádá, aby se pokusila porozumět, s pláčem ho prokleje a odletí. Beth, která hádku slyší, utěšuje plačícího Mortyho, protože aranžmá z květin, které Planetina vytvořila z jeho tváře, vykazuje známky rozkladu.
Ve scéně po titulcích přijde druhý den do práce mimozemšťan z Ferkusu 9, který měl sex se svým otcem v domnění, že nastane konec světa. Oba se spolu rozpačitě baví, než mu syn popřeje k narozeninám.